# Karang Ringin II
Karang Ringin II is een bestuurslaag in het regentschap Musi Banyuasin van de provincie Zuid-Sumatra, Indonesië. Karang Ringin II telt 1436 inwoners (volkstelling 2010).